# Anatoli Starostine
Pour les articles homonymes, voir Starostine.
Anatoli Vassilievitch Starostine (en russe : Анатолий Васильевич Старостин), né le 18 janvier 1960 à Stalinabad en République socialiste soviétique du Tadjikistan, est un pentathlonien soviétique.
Lors des Jeux olympiques d'été de 1980 à Moscou il remporte la médaille d'or de l'épreuve individuelle et de l'épreuve par équipes avec ses compatriotes Pavel Lednev et Ievgueni Lipeïev à seulement vingt ans. Douze ans après lors des Jeux de Barcelone en 1992 il gagne la médaille d'argent par équipes sous les couleurs de l'équipe unifiée de l'ex-URSS avec Dmitri Svatkovskiy et Eduard Zenovka.

## Palmarès

### Jeux olympiques
En deux participations aux Jeux olympiques d'été, Anatoli Starostine remporte trois médailles dont deux en or obtenues lors des Jeux de Moscou en 1980. En 1992 il remporte la médaille d'argent par équipes sous les couleurs de l'Équipe unifiée de l'ex-URSS.
| Épreuve     | Édition     | Édition          | Édition    | Édition        |
| Épreuve     | Moscou 1980 | Los Angeles 1984 | Séoul 1988 | Barcelone 1992 |
| Individuel  | Or 5 568    | -                | -          | 4e 5 347       |
| Par équipes | Or 16 126   | -                | -          | Argent 15 924  |